# Alô, Alô, Brasil!
Allô, Allô, Brasil! é um filme musical brasileiro lançado em 1935, que conta com a presença dos maiores cantores populares do país da década de 1930.

## Sinopse
Um homem está à procura de uma cantora de rádio chamada "Dulcineia". Para isso, passa pelas maiores trapalhadas e problemas. O enredo, na verdade, é uma desculpa para a exibição dos números musicais dos maiores artistas do Rádio Brasileiro, sendo "Allô, Allô Brasil", inclusive, uma referência ao modo como iniciava-se grande parte dos programas do broadcasting brasileiro.[carece de fontes?]

## Produção
Wallace Downey começou a produzir cópias dos filmes-musicais americanos bem-sucedidos com artistas brasileiros, muitos dos quais já eram famosos como artistas do rádio, tais como Carmen Miranda, que estrelou este filme em 1935. Uma Co-produção entre a Waldown Filmes e da Cinédia, Alô, Alô Brasil! apresentou uma multidão de cantores, cômicos e apresentadores do rádio, como os cantores Francisco Alves e Mário Reis.[carece de fontes?]
Os estreitos vínculos com o mundo do rádio manifestam-se também no enredo do filmes, escrito pela dupla de compositores populares João de Barros e Alberto Ribeiro, que mostra as aventuras de um radiomaníaco que se apaixona por uma cantora de rádio inexistente.[carece de fontes?]
Os dois gêneros de músicas sinônimos com o carnaval, nomeadamente o samba e a marcha, tinham um lugar de destaque nos primeiros filmes musicais e chanchadas.

## Elenco

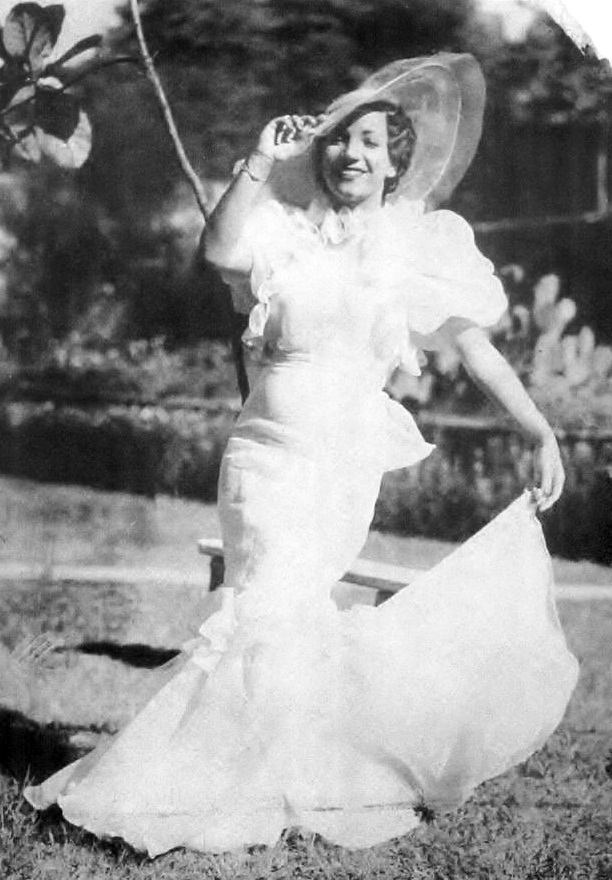
Carmen Miranda durante as filmagens de Allô, Allô, Brasil!.

- Francisco Alves
- Ivo Astolphi
- Ary Barroso
- Dircinha Batista
- Simão Boutman
- Sílvio Caldas
- Apolo Correia
- Elisa Coelho de Almeida
- César Ladeira
- Virgínia Lane
- Ivan Lopes
- Aloysio de Oliveira
- Adhemar Gonzaga
- Oswaldo de Moraes Eboli
- Hélio Jordão
- Barbosa Júnior
- Nina Marina
- Cavalo Marinho
- Custódio Mesquita

- Mesquitinha
- Mineiro
- Aurora Miranda
- Carmen Miranda
- Manoel Monteiro
- Jorge Murad
- Heriberto Muraro
- Afonso Osório
- Armando Osório
- Stênio Osório
- Arnaldo Pascuma
- Domingos Pececi
- Mário Reis
- Afonso Stuart
- Manoelino Teixeira